# Polidamante di Scotussa
Polidamante di Scotussa (in greco antico: Πολυδάμας?; Tessaglia, ... – dopo il 408 a.C.) è stato un atleta greco antico.

## Biografia
Viene ricordato per essere stato il vincitore di pancrazio nella 93ª olimpiade (408 a.C.).
Non si conoscono i dettagli riguardo alle sue origini, la famiglia o la sua vittoria alle olimpiadi. Sono note, invece, le incredibili storie che narrano della sua immensa statura ma soprattutto della sua forza portentosa. Si narra che Polidamante uccise a mani nude un gigantesco leone sul Monte Olimpo, che fermò un carro in piena corsa o che tenne fermo un toro infuriato tenendolo per la zampa posteriore. Secondo Pausania era spinto dall'ambizione di rivaleggiare con le fatiche di Ercole. 
La sua reputazione giunse fino a Dario II di Persia, che lo invitò alla sua corte, dove l'atleta si esibì in simili gesta. In particolare si dice che qui sconfisse, nudo e disarmato, tre soldati armati che facevano parte della guardia scelta di Dario, i cosiddetti Immortali.
Alla fine, nonostante la sua forza, non riuscì a evitare la propria morte. Si narra che un giorno d'estate Polidamante e i suoi amici si stavano riposando all'interno di una grotta, quando il soffitto iniziò a cedereː Polidamante, facendo affidamento sulla sua enorme forza, alzò le mani verso il soffitto e cercò di bloccarne la caduta. I suoi amici poterono uscire indenni dalla grotta, ma Polidamante perì al suo interno schiacciato dalle rocce.
Sappiamo da Pausania che dagli abitanti di Scotussa gli fu dedicata una statua, opera di Lisippo, di cui sopravvive una base con rilievi, spezzata orizzontalmente in due grandi pezzi, con sui tre lati del piedistallo la visita di Polidamante al re Dario.